# Андреев, Михаил Никанорович
Михаил Никанорович Андреев (1867 — не ранее 1917) — русский генерал-майор.

## Биография
Родился 17 (29) октября 1867 года. С 1876 по 1885 годы учился в «филологической гимназии» при Санкт-Петербургском филологическом институте; затем поступил в Михайловское артиллерийское училище, которое окончил в 1888 году по первому разряду и был произведён подпоручиком в 1-ю резервную артиллерийскую бригаду. В 1890 году поступил в Михайловскую артиллерийскую академию, которую также окончил по первому разряду (в 1893) с производством в штабс-капитаны.
Переименован в штабс-капитаны гвардии (6.12.1894); капитан гвардии (6.12.1895). Переименован в подполковники полевой артиллерии в декабре 1895 года. В 1899 году награждён орденом Св. Станислава 3-й степени.
С 1903 по 1908 годы служил в Офицерской артиллерийской школе до назначения командиром 2-го дивизиона Финляндской артиллерийской бригады. За отличие по службе 31 марта 1904 года был произведён в полковники.
Вместе с назначением 10 марта 1912 года командиром 50-й артиллерийской бригады был произведён в генерал-майоры — «за отличие по службе». Был награждён Георгиевским оружием (18.03.1915).
С 25 декабря 1915 года исполнял должность инспектора артиллерии 10-го армейского корпуса; с октября по декабрь 1916 года — инспектор артиллерии Дунайской армии, затем — инспектор артиллерии 8-й армии до июня 1917 года.
В 1919 году находился в Добровольческой армии.

## Награды
- орден Св. Станислава 3-й ст. (1899)
- орден Св. Станислава 2-й ст. (1906)
- орден Св. Анны 2-й ст. (1909)
- орден Св. Владимира 3-й ст. (1912)
- Георгиевское оружие